# Ports Authority FC
Ports Authority Football Club – sierraleoński klub piłkarski, grający w Premier League, mający siedzibę  w mieście Freetown.

## Stadion
Domowe mecze klub rozgrywa na stadionie o nazwie Stadion Narodowy we Freetown. Stadion może pomieścić 36000 widzów.

## Sukcesy
- Premier League:

mistrzostwo (3): 1973, 2008, 2011.
- Puchar Sierra Leone:

zwycięstwo (4): 1990, 1991, 2004, 2011

## Występy w afrykańskich pucharach
| Sezon | Rozgrywki                 | Runda   | Kraj                     | Klub                   | Dom | Wyjazd | Dwumecz                      |
| ----- | ------------------------- | ------- | ------------------------ | ---------------------- | --- | ------ | ---------------------------- |
| 1974  | Puchar Mistrzów           | 1       | Senegal                  | ASC Jeanne d’Arc       | 3–2 | 1–3    | 4–5                          |
| 1991  | Puchar Zdobywców Pucharów | 1       | Tunezja                  | AS Marsa               |     | 0–5    | walkower dla AS Marsa        |
| 1992  | Puchar Zdobywców Pucharów | wstępna | Mauretania               | AS Amical Douane       | 3–0 | 0–1    | 3–1                          |
| 1992  | Puchar Zdobywców Pucharów | 1       | Wybrzeże Kości Słoniowej | Africa Sports Abidżan  | 2–2 | 0–4    | 2–6                          |
| 1996  | Puchar CAF                | 1       | Ghana                    | Real Tamale United     | -   | -      | walkower dla Ports Authority |
| 1996  | Puchar CAF                | 2       | Liberia                  | Junior Professional FC | -   | -      | walkower dla Ports Authority |
| 1996  | Puchar CAF                | 1/4     | Kenia                    | Kenya Breweries        | 1–0 | 0–1    | 1–1 (k. 2–4)                 |
| 2007  | Puchar Konfederacji       | wstępna | Mali                     | AS Bamako              | 2–0 | 1–0    | 3–0                          |
| 2007  | Puchar Konfederacji       | 1       | Tunezja                  | EGS Gafsa              | 3–2 | 1–4    | 4–6                          |
| 2009  | Liga Mistrzów             | wstępna | Senegal                  | AS Douanes             | 0–1 | 1–3    | 1–4                          |
| 2011  | Puchar Konfederacji       | wstępna | Senegal                  | Touré Kunda Foot-Pro   | 2–2 | 1–2    | 3–4                          |
| 2012  | Liga Mistrzów             | wstępna | Gwinea                   | Horoya AC              | 0–0 | 0–1    | 0–1                          |

## Reprezentanci kraju grający w klubie od 1993 roku
Stan na wrzesień 2016.
| - Kewullay Conteh - Albert Foday - Mohamed Fornah - Ayo King - Alpha Lansana - Obi Metzger - Mustapha Sama - Abdoulay Sessay | - Brima Sesay - Habib Sesay - Hassan Sesay - Muwahid Sesay - Desmond Wellington - Donald Wellington - Osman Yunis |